# Are We All We Are
Are We All We Are è un singolo della cantautrice statunitense Pink, pubblicato il 31 ottobre 2013 come sesto estratto dal sesto album in studio The Truth About Love.

## Descrizione
Originariamente pubblicato in Australia il 19 novembre 2012 come singolo promozionale, dal 31 ottobre 2013 è stato pubblicato come sesto singolo ufficiale dell'album (a livello mondiale come quinto singolo ufficiale).

## Classifiche
| Classifica                     | Posizione |
| ------------------------------ | --------- |
| Australia (ARIA Airplay Chart) | 30        |

## Video musicale
Nel settembre 2012 sul canale Vevo-YouTube della cantante è stato pubblicato un lyric video, mentre l'anno successivo è stato pubblicato il videoclip ufficiale che mostra scene del The Truth About Love Tour in Australia.

## Pubblicazione
| Country   | Date             | Format        | Label       |
| --------- | ---------------- | ------------- | ----------- |
| Australia | 19 novembre 2012 | Radio Airplay | RCA Records |